# جم اسلام اوغلو
جم اسلام اوغلو (انگلیسی: Cem Islamoglu؛ زادهٔ ۴ سپتامبر ۱۹۸۰) بازیکن فوتبال اهل ترکیه است.
از باشگاه‌هایی که در آن بازی کرده‌است می‌توان به باشگاه فوتبال دارمشتات ۹۸ و اشپورت فقاند زیگن اشاره کرد.